# Лаохекоу
Лаохекоу (кит. спр. 老河口市, піньїнь: Lăohékŏu Shì) — місто-повіт в центральнокитайській провінції Хубей, складова міста Сян'ян.

## Географія
Лаохекоу лежить на півночі провінції на річці Ханьшуй.

### Клімат
Місто знаходиться у зоні, котра характеризується вологим субтропічним кліматом. Найтепліший місяць — липень із середньою температурою 27.9 °C (82.2 °F). Найхолодніший місяць — січень, із середньою температурою 2.9 °С (37.2 °F).
| Клімат Лаохекоу         | Клімат Лаохекоу | Клімат Лаохекоу | Клімат Лаохекоу | Клімат Лаохекоу | Клімат Лаохекоу | Клімат Лаохекоу | Клімат Лаохекоу | Клімат Лаохекоу | Клімат Лаохекоу | Клімат Лаохекоу | Клімат Лаохекоу | Клімат Лаохекоу | Клімат Лаохекоу |
| Показник                | Січ.            | Лют.            | Бер.            | Квіт.           | Трав.           | Черв.           | Лип.            | Серп.           | Вер.            | Жовт.           | Лист.           | Груд.           | Рік             |
| Середня температура, °C | 2,9             | 4,6             | 9,7             | 15,8            | 21,2            | 25,6            | 27,9            | 27,3            | 22              | 16,9            | 10,7            | 4,8             | 15,8            |
| Норма опадів, мм        | 18.2            | 26.6            | 48.5            | 79.5            | 94.1            | 79.8            | 126.9           | 132.2           | 110.4           | 72.2            | 44.5            | 16.8            | 849.7           |
| Днів з опадами          | 7,3             | 8               | 10,1            | 12,5            | 11,6            | 9,8             | 12,4            | 11,9            | 14,1            | 12,4            | 10,5            | 8               | 128,6           |
| Вологість повітря, %    | 66.4            | 67.3            | 68.4            | 70.6            | 69.7            | 67.4            | 75.5            | 75.8            | 75.8            | 74.8            | 73.4            | 68.8            | 71.2            |
| ----------------------- | --------------- | --------------- | --------------- | --------------- | --------------- | --------------- | --------------- | --------------- | --------------- | --------------- | --------------- | --------------- | --------------- |
| Джерело: Weatherbase    |                 |                 |                 |                 |                 |                 |                 |                 |                 |                 |                 |                 |                 |